# Igranje (roman)
Igranje je psihološki roman, ki ga je napisala slovenska pisateljica Stanka Hrastelj. Knjiga je na nek način biografija njenega očeta, ki je zbolel za shizofrenijo. 

## Vsebina
Roman je intimno prepletanje misli glavne junakinje Marinke, ki je izgubila službo in kar naenkrat ima na voljo na pretek časa, ki ga zapolni z branjem, brskanjem po arhivih i sestavljanjem družinskega drevesa, a vse to jo pušča prazno. Odloči se, da bo poizkusila s službo pri reviji, ki sodi v rumeni tisk. Marinka se v teh vodah ne znajde najbolje, saj ji ni veliko mar za teme, ki jih obravnavajo tovrstne revije. Kmalu ne zmore več, in se začne zapirati v svoj svet. Počasi se v njeno življenje prikrade shizofrenija.  Avtorica v knjigi mojstrsko preplete realnost in blodnje, ki jih prinaša bolezen. 

## Ocene in nagrade
Avtorica je za roman prejela nagrado Modra ptica. Gre za književni natečaj, ki ga je leta 2011 prvič razpisala Skupina Mladinska knjiga. Iskali so najboljše  še neobjavljeno knjižno delo, in sicer za zvrst »roman za odrasle«.  